# Museumssag
Museumssag er en samling oplysninger om den dokumentation, et museum har inden for et bestemt emne. Det kan f.eks. være en arkæologisk udgravning med alle dens oplysninger om fund og udgravningsplaner. Eller det kan være en undersøgelse af 1800-tallets søfart med oplysninger om de genstande, fotos, arkivalier mv. som museet i den anledning har indsamlet. Museumssag er det centrale begreb i den såkaldte sagsregistrering, der siden ca. 1970 har været normen for statslige og statsanerkendte museers registrering af deres samlinger.